# نظرية كل شيء (كتاب)
نظرية كل شيء هو كتاب للفيزيائي البريطاني الشهير ستيفن هوكينغ، ويتكون الكتاب من عدة محاضرات لهوكينج حول الكون وتفسيره، والسعي الحثيث للعلم اليوم نحو نظرية شاملة للفيزياء: نظرية كل شيء. الكتاب يتكون من سبع فصول، كل منها مكون من محاضرة واحدة.

## محتويات الكتاب
·أولًا: مقدمة
·1- المحاضرة الأولى: أفكار حول الكون.
·2- المحاضرة الثانية: الكون المتوسع.
·3- المحاضرة الثالثة: الثقوب السوداء.
·4- المحاضرة الرابعة: الثقوب السوداء ليست سوداء جدًا.
·5- المحاضرة الخامسة: أصل ومصير الكون.
·6- المحاضرة السادسة: اتجاه الزمن.
·7- المحاضرة السابعة: نظرية كل شيء.
يغطي هوكينغ كل شيء من حجج أرسطو حول كروية الأرض إلى اكتشاف هابل بحقيقة تمدد الكون، ثم يروي لنا قصة نظرية الإنفجار العظيم، ويعرج بعدها إلى موضوعه المفضل : الثقوب السوداء والتي وصفها بأنها تشبه “البحث عن قطة سوداء في قبو فحم “،وأخيراً يحدثنا عن حلم النظرية النهائية التي سيشكل العثور عليها “النصر النهائي للعقل البشري “.
إضافة إلى ذلك، فقد كنت حريصاً جداً على وضع عدة ملاحظات في كل فصل حول كل نقطة رأيت أنها في حاجة إلى شرح أكثر، وذلك ليبقى القارئ في اتزان متواصل أثناء قراءته وأيضاً ليعزز حصيلته العلمية في هذه الرحلة الإستكشافية الكونية الملهمة .